# Alice Jung
Alice Jung (ur. 23 kwietnia 1982) – amerykańska kolarka BMX pochodzenia koreańskiego, brązowa medalistka mistrzostw świata 2004.

## Osiągnięcia sportowe
Największy sukces w karierze Alice Jung osiągnęła w 2004 roku, kiedy zdobyła brązowy medal w kategorii elite podczas mistrzostw świata w Valkenswaard, ustępując Maríi Gabrieli Díaz z Argentyny oraz Francuzce Cyrielle Convert. Był to jedyny medal wywalczony przez Jung na seniorskiej imprezie tej rangi. Na rozgrywanych rok wcześniej mistrzostwach świata w Perth w tej samej konkurencji zajęła szóstą pozycję. Nigdy nie wystąpiła na igrzyskach olimpijskich.